# 利奇·米納爾
利奇·米納爾（英語：Rich Miner，1964年—），是GV團隊的投資夥伴。並在加入GV擔任Android的聯合創始人。在Android被Google收購後，他成為了Android團隊的高階主管。此外，米納爾也是野火通訊的共同創立者，該公司是一家語音通信初創公司，在2000年4月被Orange收購。他擁有馬薩諸塞大學洛厄爾分校的計算機科學博士學位。